# Sexto (praenomen)
Sexto (en latín: Sextus) es un praenomen  o nombre personal latino que era bastante común en todos los períodos de la historia romana. Fue utilizado tanto por familias patricias como plebeyas y dio lugar a las gentes patronímicas Sextia y Sextilia. La forma femenina es Sexta. El nombre se abreviaba regularmente como Sex., pero ocasionalmente se encuentra abreviado S. (usualmente usado para el praenomen Espurio) o Sext.
Sexto fue aproximadamente el décimo praenomen más común durante la mayor parte de la historia romana, aunque se volvió más común en la época imperial, a medida que otros praenomina declinaban en popularidad. Muchas familias no lo usaban, pero estaba muy extendido entre todas las clases sociales. El nombre sobrevivió al colapso de las instituciones civiles romanas en los siglos V y VI, y ha continuado en uso hasta los tiempos modernos.

## Origen y significado del nombre
Sexto tanto en latín como en español tienen el mismo significado. Pertenece a una clase de praenomina similar que incluye los nombres masculinos Quinto, Séptimo, Octavio y Décimo, así como los nombres femeninos Séptima, Octavia y Décima. En general, se cree que el nombre se le dio originalmente a un sexto hijo. Sin embargo, también se ha argumentado que Sexto y los demás praenomina de este tipo podrían referirse al mes del año en el que nació un niño; en este caso el mes de Sextilis o agosto, el sexto mes del antiguo calendario romano. Puede ser que esos nombres se hayan dado por ambas razones.
Cualquiera que sea la razón original por la que se dio el nombre, los padres eran libres de usarlo por cualquier motivo que eligieran. La consideración principal parece haber sido el deseo de transmitir los apellidos. Por lo tanto, era probable que tanto el primer hijo de una familia como el sexto sean llamados Sexto.